# Little Earthquakes
Little Earthquakes är Tori Amos debutalbum, utgivet 13 januari 1992.
Det är Amos första album som soloartist efter att hon 1988 lämnade den kortlivade gruppen Y Kant Tori Read men samtidigt en fortsatt karriär hos skivbolaget Atlantic Records. Till skillnad från Y Kant Tori Reads självbetitlade album blev dock Little Earthquakes en betydligt större succé med plats 54 på amerikanska Billboard 200-listan och första plats på Top Heatseekers samt en mängd positiva recensioner av kritiker, däribland Rolling Stone och Allmusic.
Bland skivans producenter märks förutom Amos själv Eric Rosse, Davitt Sigerson och Ian Stanley. Det pianodominerande albumet bygger på dramatiska låtar skrivna utifrån personliga upplevelser och erfarenheter av att vara kvinna, vars teman kretsar kring religion, förhållanden, könsroller och barndom. Singlarna från albumet var "Me and a Gun", "Silent All These Years", "China", "Winter" och "Crucify".

## Låtlista
Alla låtar är skrivna och komponerade av Tori Amos.
1. "Crucify" - 4:58
2. "Girl" - 4:06
3. "Silent All These Years" - 4:10
4. "Precious Things" - 4:26
5. "Winter" - 5:40
6. "Happy Phantom" - 3:12
7. "China" - 4:58
8. "Leather" - 3:12
9. "Mother" - 6:59
10. "Tear in Your Hand" - 4:38
11. "Me and a Gun" - 3:44
12. "Little Earthquakes" - 6:51

## Listplaceringar
| Listor (1992)                 | Högsta placering |
| ----------------------------- | ---------------- |
| Australiensiska albumlistan   | 14               |
| Brittiska albumlistan         | 14               |
| Kanadensiska albumlistan      | 49               |
| Nederländska albumlistan      | 85               |
| Nyzeeländska albumlistan      | 18               |
| USA Billboard 200             | 54               |
| USA Billboard Top Heatseekers | 1                |

## Medverkande
| - Tori Amos - sång, piano, producent - Steve Caton - gitarr, bas, bakgrundssång - John Chamberlin - mandolin - Paul Corkett - inspelning - Paulinho Da Costa - slagverk - Ross Cullum - mixning - Nick DeCaro - dirigent - Stuart Gordon - fiol - Ed Green - trummor - Will Gregory - oboe - Chris Hughes - trummor - John Beverly Jones - inspelning - Leslie Ann Jones - assisterande inspelning | - Jon Kelly - mixning - Will McGregor - bas - Paul McKenna - mixning - Dan Nebenzal - inspelning - Carlo Nuccio - trummor - David Rhodes - gitarr - Eric Rosse - bakgrundssång, trummor, keyboardprogrammering, inspelning, producent - Jef Scott - gitarr, bas - Matthew Seligman - bas - Davitt Sigerson - producent - Ian Stanley - inspelning, producent - Eric Williams - ukulele, hackbräde - Steve Williams - inspelning |